# Maria Victòria Forns i Fernández
Maria Victòria Forns i Fernández (Reus, 31 d'agost de 1967) és una professora universitària i política catalana, diputada al Parlament de Catalunya en la IX i X legislatures.

## Biografia
És diplomada en treball social per la Universitat de Barcelona i llicenciada en antropologia social i cultural per la Universitat Rovira i Virgili (URV). Ha treballat com a professora de treball social de l'Escola Universitària de Sant Fructuós de Tarragona i actualment és professora associada del Departament d'Antropologia, Filosofia i Treball Social en el màster de migracions i mediació social de la Universitat Rovira i Virgili. També ha estat responsable del departament d'acció social de Càritas diocesana de Tarragona.
A les eleccions municipals espanyoles de 2007 fou escollida consellera de Tarragona per CiU, i en les de 2011 fou cap de candidatura i portaveu municipal. Fou elegida diputada a les eleccions al Parlament de Catalunya de 2010 i 2012. Ha estat vicepresidenta de la mesa de la Comissió de Territori i Sostenibilitat.
El 19 de gener de 2015 fou apartada com a candidata de CDC a l'alcaldia de Tarragona de cara a les eleccions municipals a favor d'Albert Abelló i el seu nom no es va incorporar a la llista de CiU.